# Olümpia
Olümpia (görögül: Ολυμπία, Olympí'a, régebbi átírásai Olimpia, Olimbia) romváros Görögország déli részén, Nyugat-Görögország régió területén. Az ókori olümpiai játékoknak, az antikvitás egyik legfontosabb sportversenyének helyszíne. Az itt tartott játékok jelentősége hasonló volt az akkori püthói játékokhoz, amelyeket Delphoiban rendeztek. A hagyomány szerint az első játékokat i. e. 776-ban rendezték Zeusz tiszteletére; ezután  négy évente került sor rájuk. A két olimpia közötti időszakot olimpiásznak nevezték. 1170 évvel később, 393-ban I. Theodosius római császár eltörölte a játékokat, mivel a versenyt pogány jellegűnek tartotta.
Az olümpiai rommező bejárata előtt található kis emlékoszlopban az olimpiai gondolat újkori felelevenítőjének, Pierre de Coubertinnek a bebalzsamozott szíve van.
A romváros közelében terül el az 1200 lakosú Archaía Olympía település.

## Testvértelepülések
- Antibes, Franciaország
- Großostheim, Németország
- Atlanta, Georgia, Egyesült Államok
- Olympia, Washington, Egyesült Államok
- Lagos, Nigéria

## Fordítás
Ez a szócikk részben vagy egészben  az   Olympia, Greece című angol Wikipédia-szócikk ezen változatának fordításán alapul.  Az eredeti cikk szerkesztőit annak laptörténete sorolja fel. Ez a jelzés csupán a megfogalmazás eredetét és a szerzői jogokat jelzi, nem szolgál a cikkben szereplő információk forrásmegjelöléseként.

## További információ

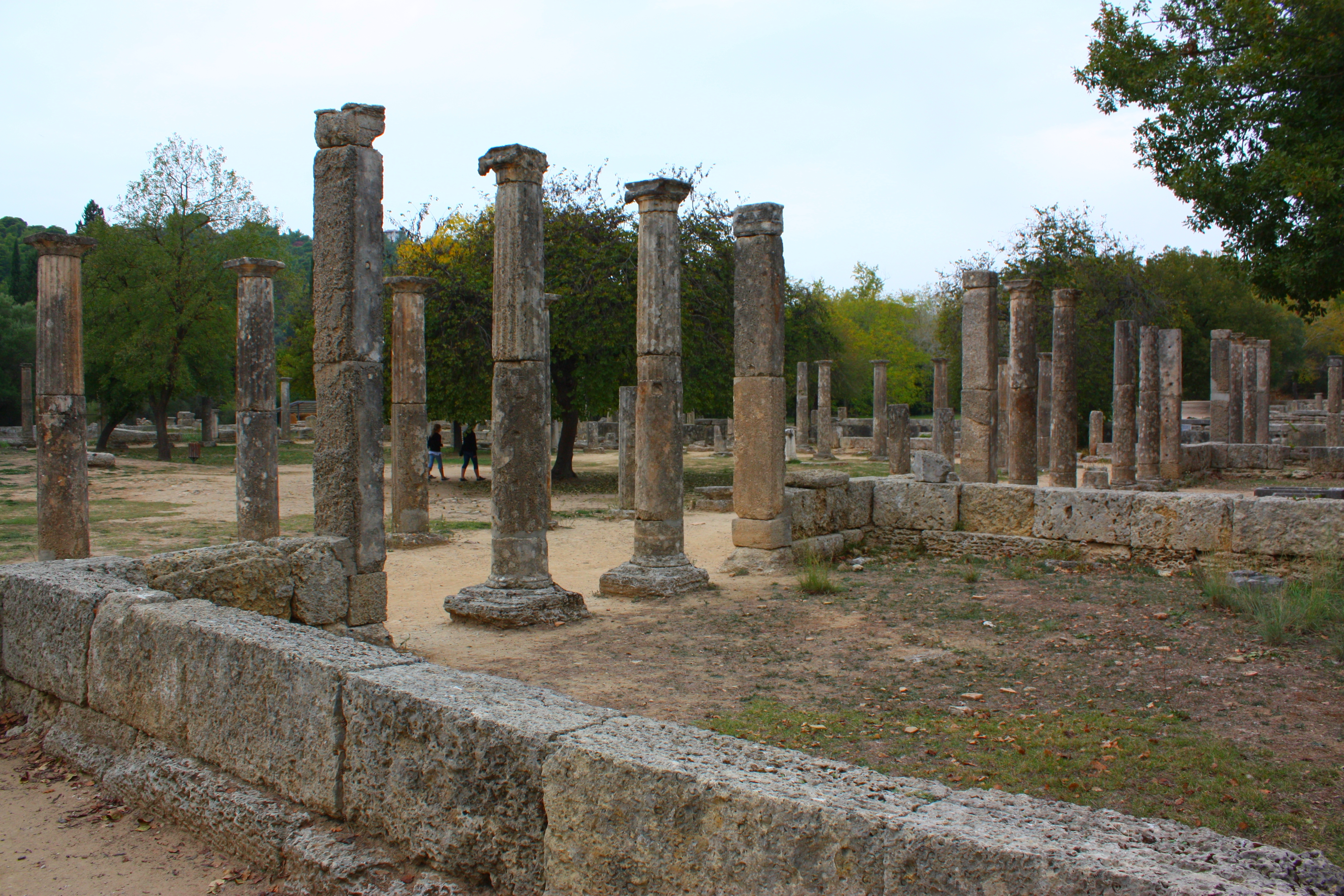
Olümpia romjai

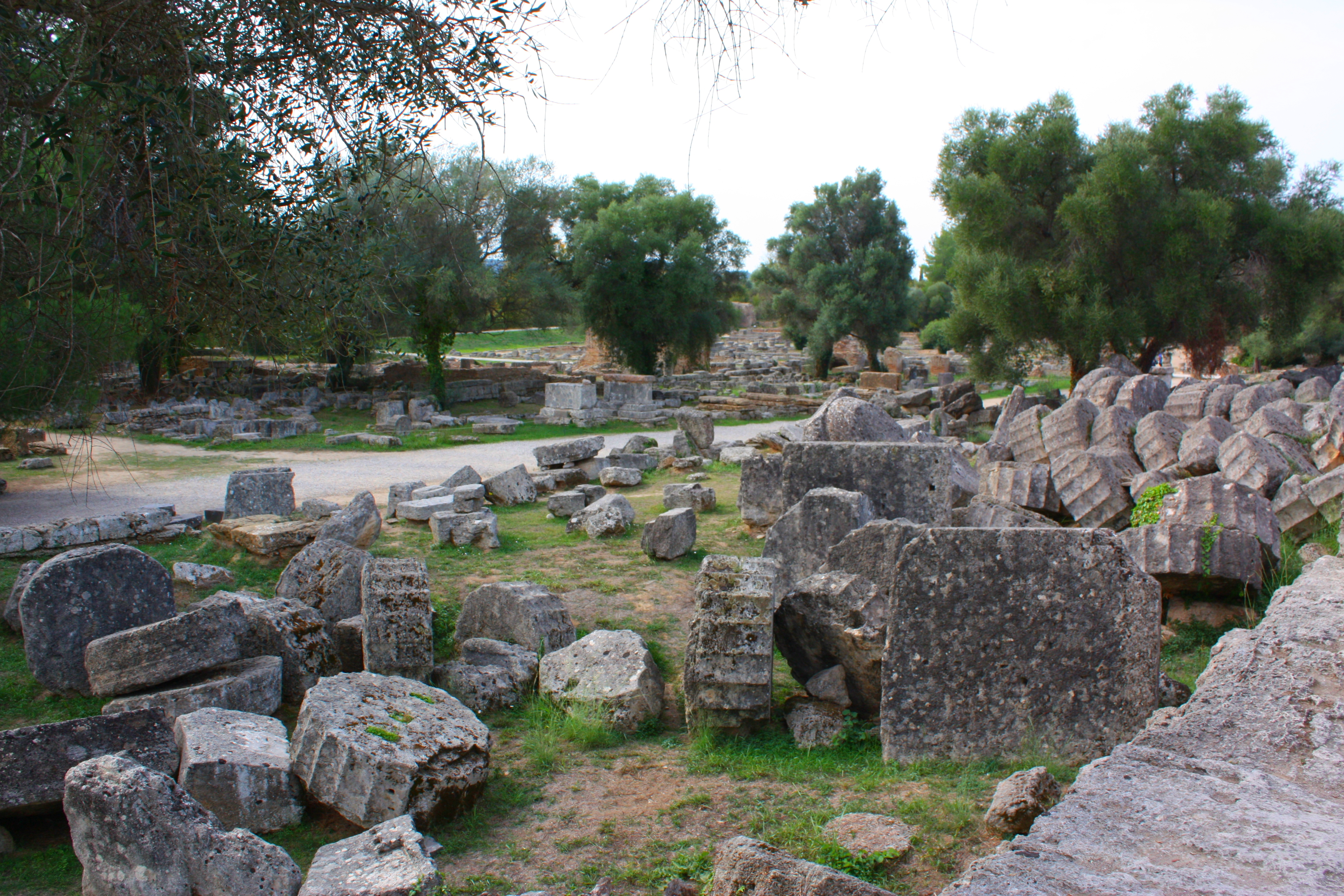
Olümpia romjai

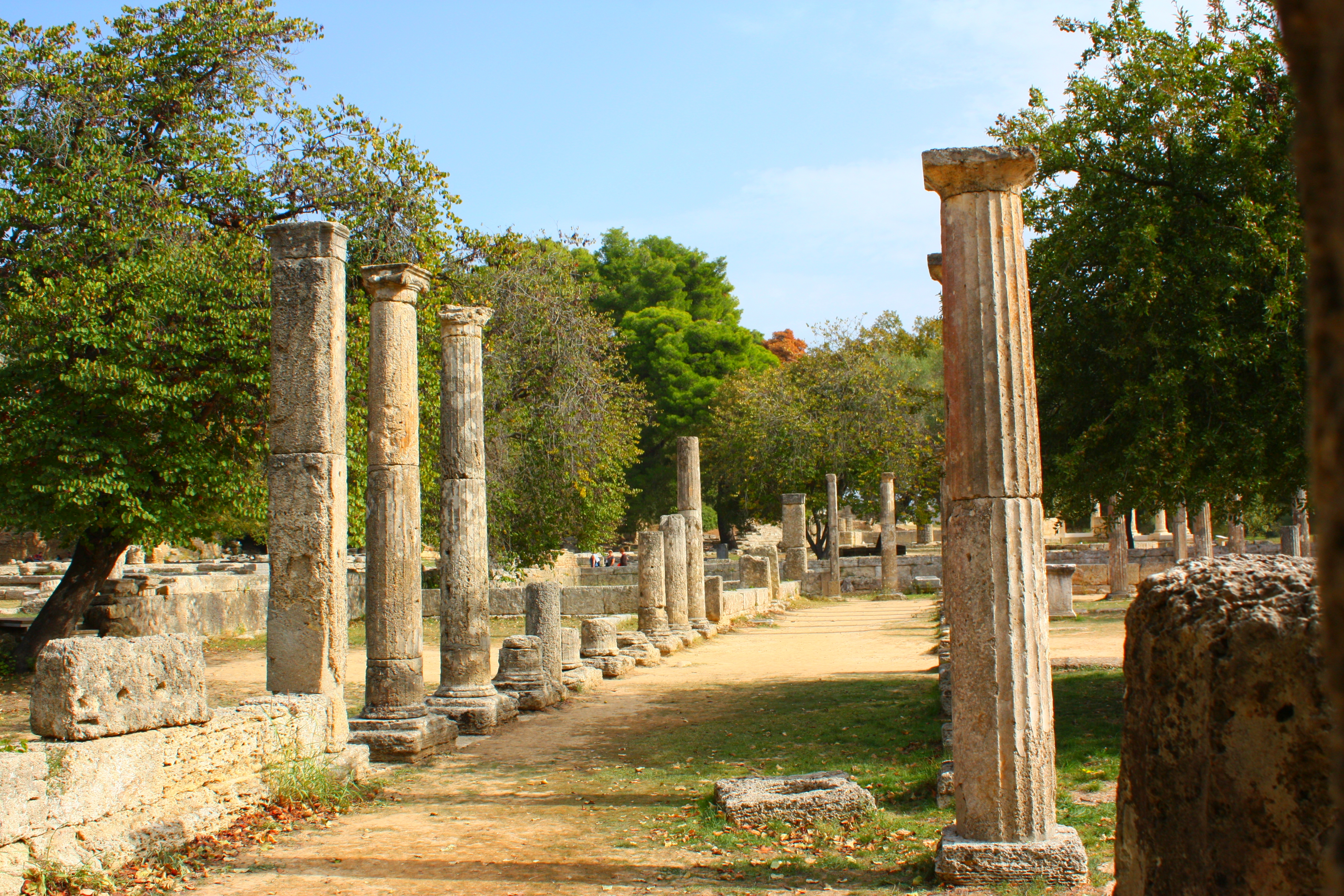
Olümpia romjai

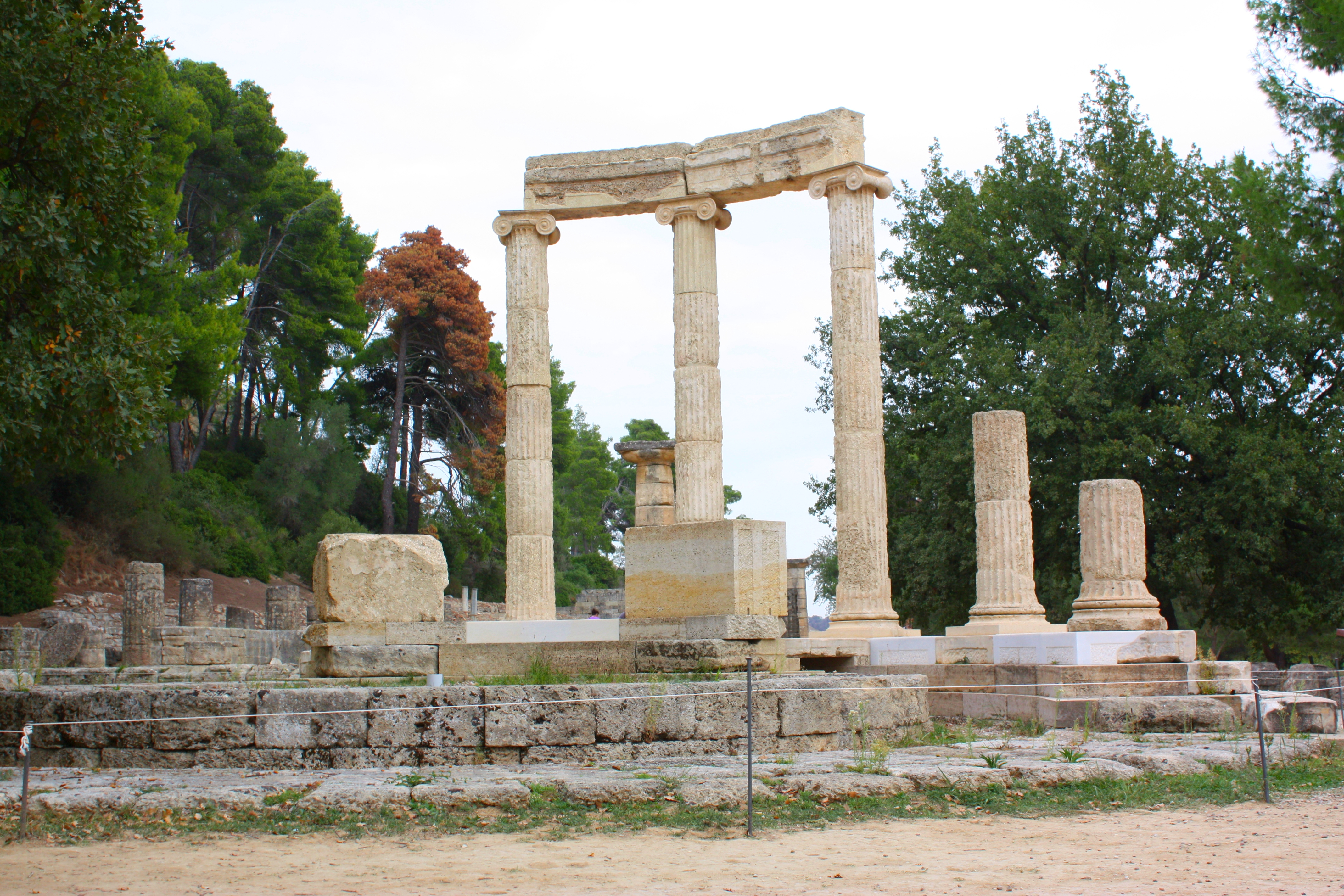
Olümpia romjai

- Olümpia, Zeusz-templom (sulinet.hu)